# Sydney Evans
Sidney Clifton H. "Sid" Evans (1881 - 8. januar 1927) var en britisk bokser som deltog i OL 1908 i London.
Evans vandt en sølvmedalje i boksning under OL 1908 i London. Han kom på en andenplads i vægtklassen, sværvægt.